# دفنية
الدفنية (الاسم العلمي: Daphnopsis) هي جنس من النباتات تتبع الفصيلة المثنانية من رتبة الخبازيات.

## أنواع الدفنية
- دفنية إستوائية
- دفنية إسفينية
- دفنية إكمانية
- دفنية صفراء
- دفنية أليفة الكالسيوم
- دفنية هيلرية
- دفنية فلسومية
- دفنية أمريكية
- دفنية برازيلية
- دفنية بوليفية
- دفنية بيروفية
- دفنية جلدية
- دفنية حزمية
- دفنية رخوة
- دفنية رفيعة الأوراق
- دفنية سميكة الأوراق
- دفنية سيلوية
- دفنية شاذة
- دفنية شعاعية
- دفنية صرودية
- دفنية طويلة العنيق
- دفنية عنقودية
- دفنية غرانيتية
- دفنية غربية
- دفنية فليبية
- دفنية قصيرة الأوراق
- دفنية كاراكاسية
- دفنية كبيرة
- دفنية كبيرة الأوراق
- دفنية كوستاريكية
- دفنية مارتية
- دفنية متطاولة الأوراق
- دفنية منقطة
- دفنية نافعة
- دفنية وبيربورية